# Brueelia
Brueelia é um género de piolhos ectoparasitas de aves, pertencente à família Philopteridae, englobando as seguintes espécies:
- Brueelia amandavae Rekasi & Saxena, 2005
- Brueelia astrildae Tendeiro & Mendes, 1994
- Bureelia cantans Sychra, 2010
- Brueelia eichleri Lakshminarayana, 1969
- Brueelia fasciata Sychra, 2010
- Brueelia lonchurae Tendeiro & Mendes, 1994
- Brueelia munia Ansari
- Brueelia plocea Lakshminarayana
- Brueelia senegala Sychra, 2010
- Brueelia stenozona Kellogg & Shapman, 1902